# The Anarchy
Anarkin var namnet på det inbördeskrig som utspelade sig i England och Normandie mellan 1135 och 1153, vilket resulterade i ett långvarigt sammanbrott av lag och ordning i landet. Kriget var till sin grund ett tronföljdskrig som bröt ut vid Henrik I:s död 1135.
Henriks son och tronarvinge hade avlidit 1120, och han lämnade därför tronen i arv till sin dotter Matilda av England. Valet var kontroversiellt på grund av oklarheten kring kvinnlig tronföljd, något som hennes kusin Stefan av Blois drog nytta av då han vid Henriks död utropade sig till kung i England med stöd av biskopen av Winchester, medan Matilda befann sig i Normandie. Regimens tveksamma legitimitet gjorde att England destabiliserades av lokala baroner som ville skapa sig mer makt, uppror i Wales och invasioner från Skottland. 
Matilda invaderade 1139 England med sin egen armé och stöd av Robert av Glouchester. Matilda fick övertaget 1141 då hon tillfångatog Stefan och var nära av krönas till regerande drottning, men tvingades överge London innan någon kröning kunnat äga rum, vilket innebar att hon inte legalt kunde räknas som monark. Samma år tvingades hon frige Stefan i en fångutväxling. 1142 misslyckades Stefan knappt med att tillfångata Matilda vid belägringen av Oxfords slott. Rikets andra halva, Normandie, hamnade snabbt under kontroll av Matildas make, men ingen sida lyckades få övertaget över England. 1148 lämnade Matilda England, men striden för hennes rättigheter fortsatte under ledning av hennes son. 1152 misslyckades Stefan att få sin son Eustace erkänd som Englands tronarvinge av påven. Vid denna tidpunkt ville Englands adel främst uppnå långvarig fred. År 1153 avslutades kriget genom fördraget i Wallingford, i vilket Matilda gick med på Stefan av Blois' fortsatta regim medan han accepterade Matildas son, den senare Henrik II av England, som sin tronarvinge; han tillträdde tronen två år därpå.